# Membach
Membach (Membaxh en wallon) est un village de la Haute-Vesdre, à l'ouest d'Eupen, en Belgique. Administrativement il fait aujourd'hui partie de la commune de Baelen, située en Wallonie dans la province de Liège.
Une grande partie des habitants sont bilingues français - allemand. Certaines personnes parlent encore un dialecte francique rhénan, en voie de disparaitre depuis une génération.

## Évolution démographique
- Sources : INS, Rem. : 1831 jusqu'en 1970 = recensements, 1976 = nombre d'habitants au 31 décembre.

## Histoire
- 1722, construction de l'église Saint-Jean-Baptiste.
- Fusion sous l'occupation française de Membach avec des lieux-dits Haagen, Hestreux et Weser.
- en 1803 Membach devient paroisse indépendante de Baelen, sous l'évêque de Liège Jean-Évangéliste Zäpfel (1736-1808)
- de 1820 à 1920, après le congrès de Vienne les frontières de la commune étaient frontières d'état avec la Prusse. Les Bornes frontières belgo-prussiennes sont toujours visibles.
- en 1852, exploitation d'une mine de plomb dans la vallée de la Vesdre, au lieu-dit Perkiets, sur initiative de l'industriel Alfred Mosselman.
- en 1878, inauguration du barrage de la Gileppe par le roi Léopold II
- en 1894 devient station sur la nouvelle ligne de chemin de fer vicinal (SNCV) qui reliait Eupen et Dolhain jusque fin des années 1940. La gare de Membach se situait directement derrière la chapelle Saint-Quirin, à Perkiets.
- en 1967, installation d'une station sismique, entre Membach et Eupen. Un gravimètre supraconducteur y est installé[2].

À la fusion des communes de 1977, la commune de Membach est intégrée à celle de Baelen.

## Patrimoine et culture

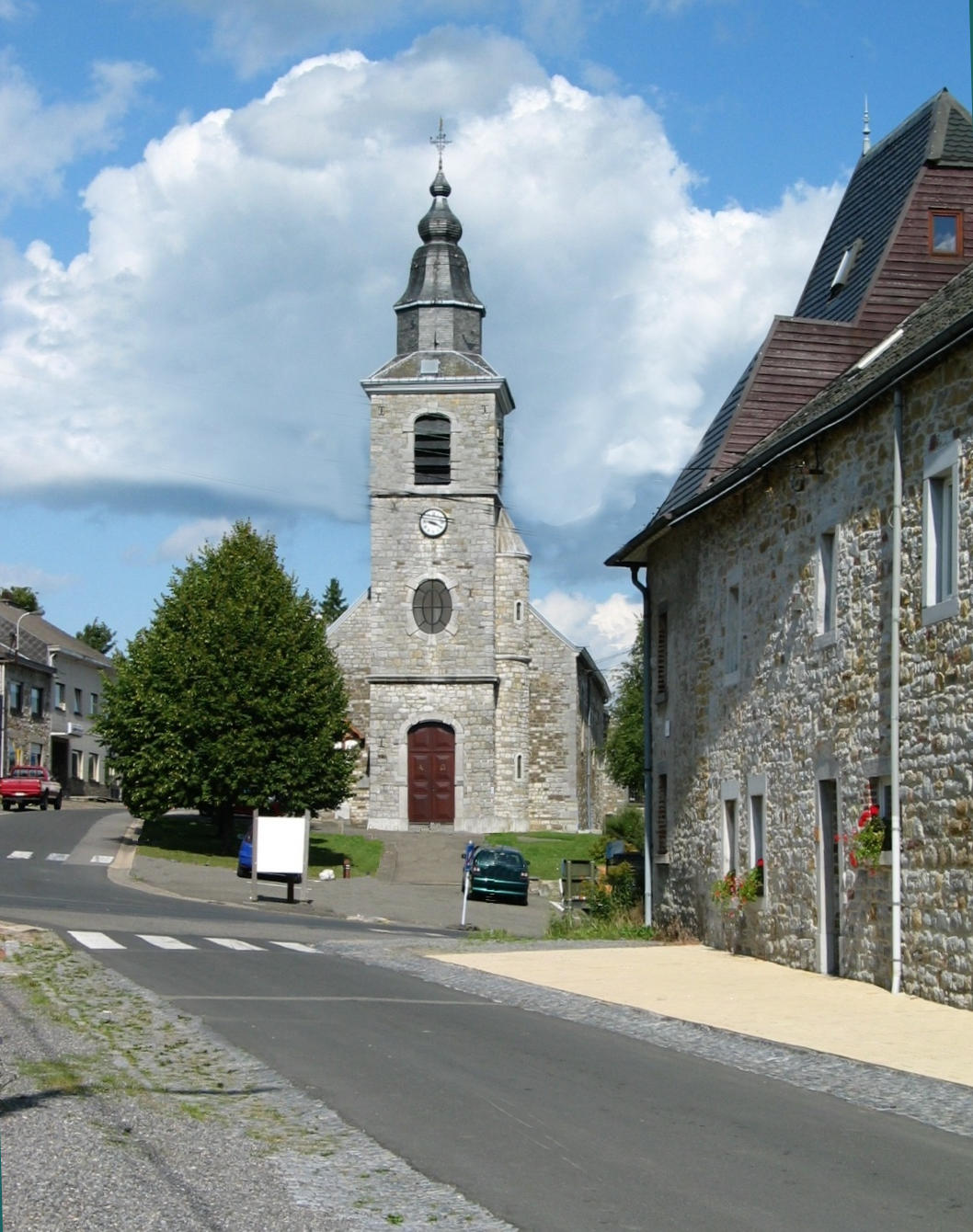
L'église et ses environs.